# Định Viễn
Định Viễn (chữ Hán giản thể: 定远县, Hán Việt: Định Viễn huyện) là một huyện thuộc địa cấp thị Trừ Châu, tỉnh An Huy, Cộng hòa Nhân dân Trung Hoa. Huyện này có diện tích km2, dân số người, mã số bưu chính. Huyện lỵ ở đường Điệp Chướng Trung. Về mặt hành chính, quận này được chia thành 13 trấn, 24 hương.
- Trấn: Định Thành, Lò Kiều, Trương Kiều, Trì Hà, Vĩnh Khang, Ngẫu Đường, Ngô Vu, Chu Loan, Liên Giang, Thương Trấn, Tây Tạp Điếm, Tam Hoà Tập, Giới Bài Tập.
- Hương: Phạm Cương, Nghiêm Kiều, Cao Đường, Phất Hiểu Hương, Tang Giản Hương, Đại Kiều, Thanh Lạc, Trạm Cương, Tưởng Tập Hương, Đại Sơn Hương, Năng Nhân, Trình Kiều, Đông Hưng, Nhân Hoà, Trai Lang, Chu Mã, Kháo Sơn, Thanh Sơn, Cửu Tử, Thiên Hà, Luyện Phô, Niên Gia Cương, hương dân tộc Hồi Nhị Long, Thất Lý.